# Theodor von Kramer

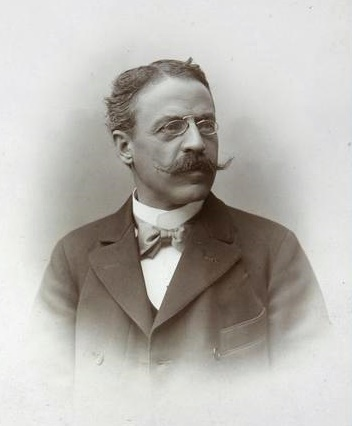
Theodor von Kramer

Theodor von Kramer (* 10. Februar 1852 in Augsburg; † 3. Juli 1927 in Traunstein) war ein deutscher Architekt und bayerischer Baubeamter.

## Leben
Geboren als Sohn des Architekten und Hochschullehrers Rudolf Joseph von Kramer (1809–1874) studierte er 1871–1874 Architektur am Polytechnikum München. Im Auftrag des Bayerischen Kultusministeriums fertigte er Kopien dekorativer Palastmalereien in Italien. Seine erste Lehrtätigkeit übte an der Kreisbaugewerkschule Kaiserslautern im Fach Freihandzeichnen und Dekorationsmalerei aus. Später war er Direktor der Kunstgewerbeschule Kassel. 1888 wurde er zum Leiter des Bayerischen Gewerbemuseums in Nürnberg berufen, das er bis zu seiner Pensionierung 1919 leitete. Er war verheiratet mit Aloisia-Eleonore von Seisser, die aus einer Würzburger Patrizierfamilie stammte.
Ihr Sohn war der Baurat Friedrich Rudolph Ritter von Kramer, der 1881 in Karlsruhe geboren wurde. Nach einem Studium war er zunächst freischaffender Architekt und später Bau- und Oberregierungsrat in der Regierung des Regierungsbezirks Schwaben-Neuburg in Augsburg.
Als Direktor des Bayerischen Gewerbemuseums ließ Theodor von Kramer jährlich kunstgewerbliche Meisterkurse durchführen – in der Überzeugung, dass sich künstlerische Qualität absatzfördernd auswirken müsse. Dafür konnte er als Kursleiter Mitglieder der Avantgarde des deutschen Jugendstils gewinnen, wie Peter Behrens, Richard Riemerschmid, Paul Haustein und Friedrich Adler. Er war der Bruder von Ludwig von Kramer.

## Werk
Bauten und Entwürfe

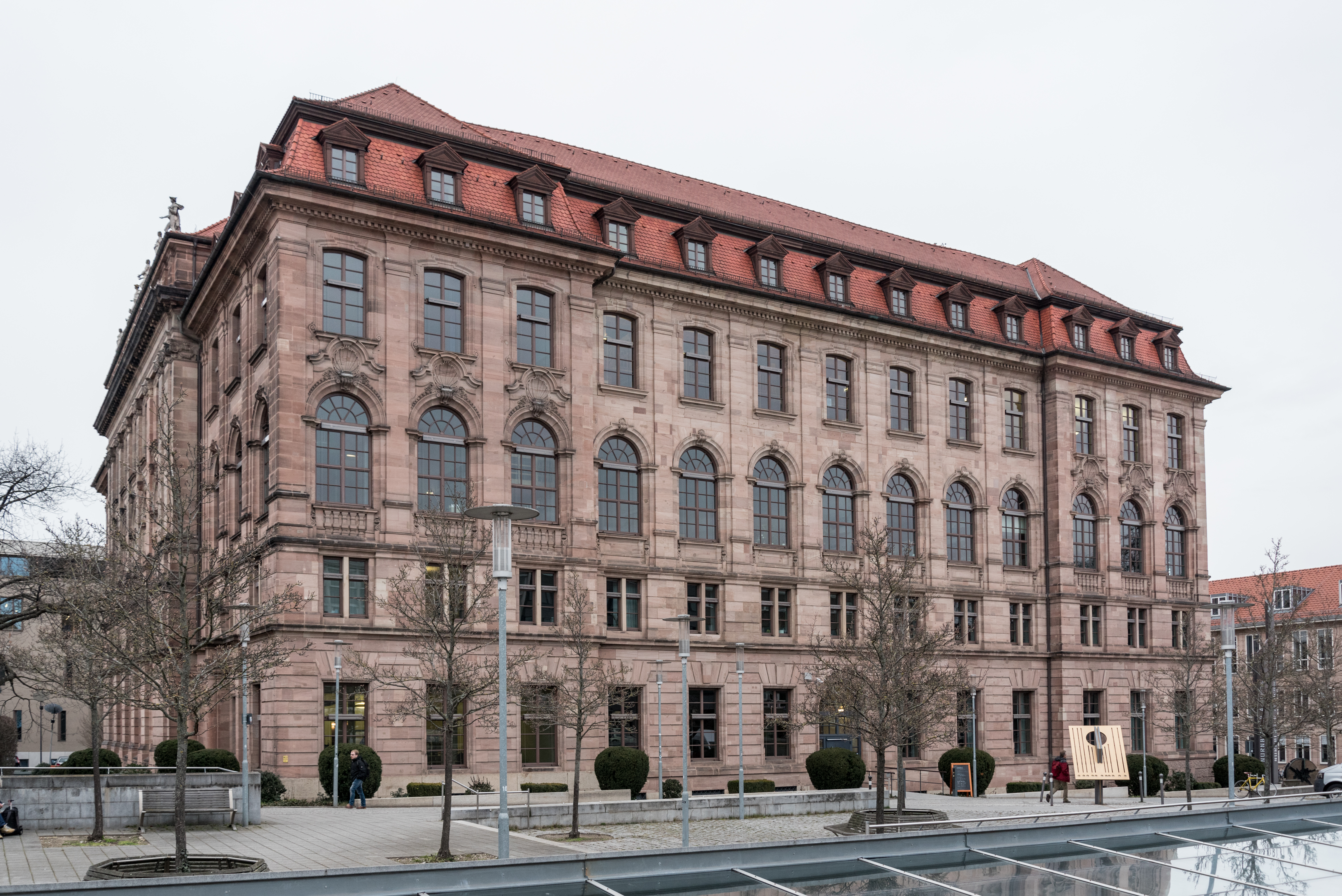
Ehemaliges Bayerisches Gewerbemuseum in Nürnberg

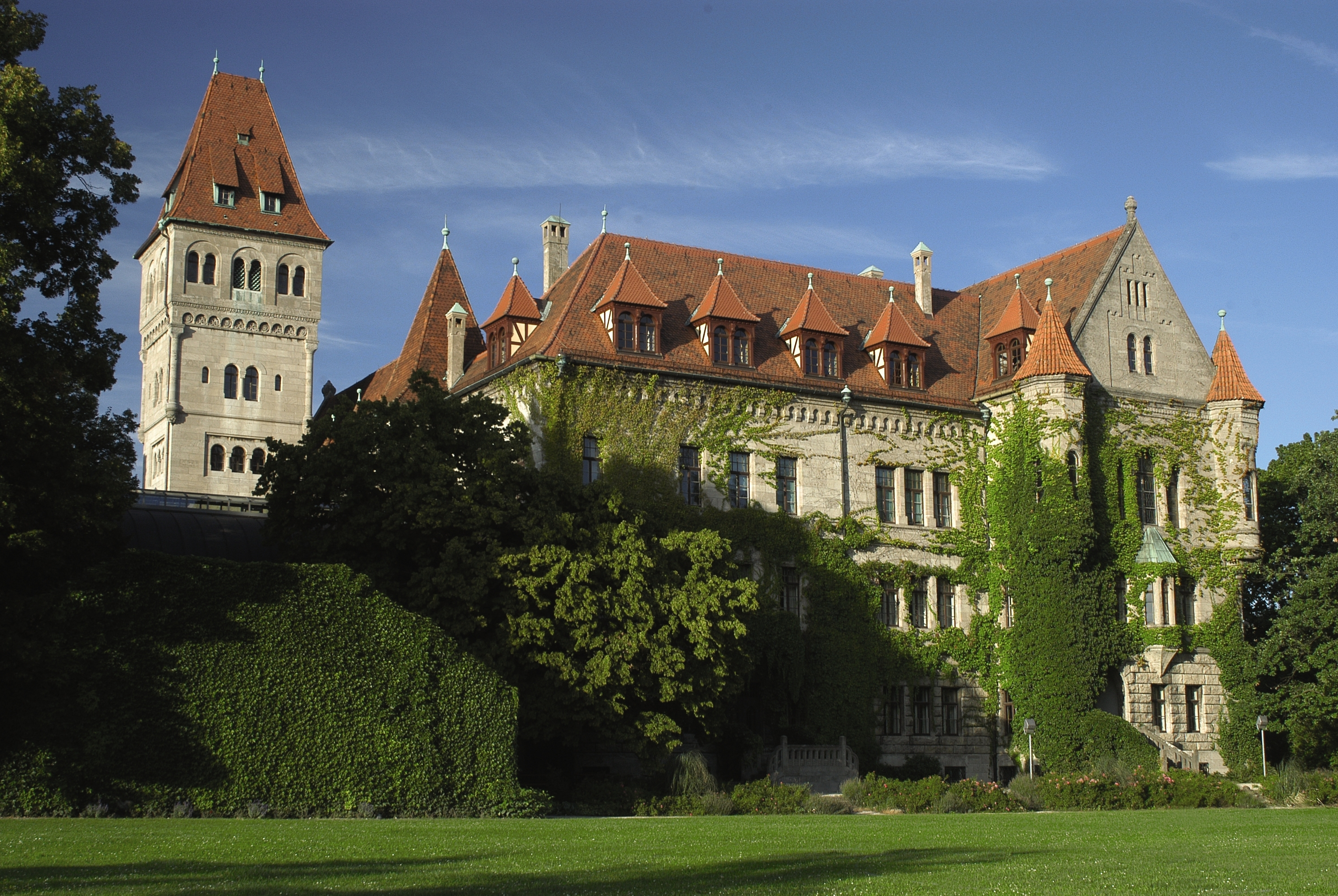
Faber-Castell Schloss

- 1892–1897: Bayerisches Gewerbemuseum in Nürnberg
- 1902: Juweliergeschäft Merklein in Nürnberg, Kaiserstraße 30
- 1902–1905: Gebäude des Industrie- und Kulturvereins in Nürnberg, Frauentorgraben 19
- 1903–1906: Neues Schloss für die Fabrikantenfamilie Faber-Castell in Stein bei Nürnberg
- 1911–1912: Wohnhaus in Traunstein, Hausenstraße 14

Schriften
- Denkschrift zur Erinnerung an die Eröffnung des Neubaues des Bayerischen Gewerbemuseums in Nürnberg am 19. Juni 1897. Bieling-Dietz, Nürnberg 1897.